# Mumbai Monorail
| |             |                                                |                                                |
| Zug der Mumbai Monorail im Bahnhof |             |                                                |                                                |
| Streckenlänge: | 19,5 km     |                                                |                                                |
| Stromsystem: | 750 V =     |                                                |                                                |
| Maximale Neigung: | 40 ‰        |                                                |                                                |
| Minimaler Radius: | 100 m       |                                                |                                                |
| Streckengeschwindigkeit: | 80 km/h     |                                                |                                                |
| Zugbeeinflussung: | CBTC        |                                                |                                                |
| Zweigleisigkeit: | durchgehend |                                                |                                                |
| |             |                                                |                                                |
| Streckenverlauf |             |                                                |                                                |
| \| \| \| Chembur MSR Hafenlinie \| \| \| \| 0,0 \| Chembur \| Chembur \| \| \| \| Metro Linie 2 (im Bau) \| \| \| \| 1,0 \| VNP and RC Marg Junction \| VNP and RC Marg Junction \| \| \| 2,0 \| Fertiliser Township \| Fertiliser Township \| \| \| 3,0 \| Bharat Petroleum \| Bharat Petroleum \| \| \| 3,8 \| RCF Güterbahn \| RCF Güterbahn \| \| \| 4,5 \| Mysore Colony \| Mysore Colony \| \| \| 6,1 \| Metro Linie 4 (im Bau) \| Metro Linie 4 (im Bau) \| \| \| 6,5 \| Bhakti Park \| Bhakti Park \| \| \| \| \| \| \| \| 8,8 \| \| \| \| \| 8,9 \| Wadala Depot Betriebswerk und Zugdepot \| Wadala Depot Betriebswerk und Zugdepot \| \| \| 9,0 \| \| \| \| \| 9,4 \| GTB Nagar \| GTB Nagar \| \| \| 10,5 \| Antop Hill \| Antop Hill \| \| \| 11,4 \| Acharya Atre Nagar \| Acharya Atre Nagar \| \| \| 12,3 \| MSR Hafenlinie \| MSR Hafenlinie \| \| \| 12,6 \| Wadala Bridge \| Wadala Bridge \| \| \| 13,5 \| Dabar (East) \| Dabar (East) \| \| \| 14,4 \| Naigaon \| Naigaon \| \| \| 15,7 \| Ambedkar Nagar \| Ambedkar Nagar \| \| \| 16,8 \| Mint Colony \| Mint Colony \| \| \| 17,9 \| \| \| \| \| \| \| \| \| \| 18,3 \| Lower Parel MSR Westlinie und MSR Zentrallinie \| Lower Parel MSR Westlinie und MSR Zentrallinie \| \| \| 19,5 \| Sant Gadge Maharaj Chowk \| Sant Gadge Maharaj Chowk \| \| \| 20,1 \| Mahalaxmi MSR Westlinie und Metro Linie 3 \| Mahalaxmi MSR Westlinie und Metro Linie 3 \| \| \| \| \| \| |             |                                                |                                                |
| Strecke quer · Strecke quer |             | Chembur MSR Hafenlinie                         | Chembur MSR Hafenlinie                         |
| | 0,0         | Chembur                                        | Chembur                                        |
| U-Bahn-Kreuzung geradeaus unten (Querstrecke außer Betrieb) · U-Bahn-Strecke quer (außer Betrieb) |             | Metro Linie 2 (im Bau)                         | Metro Linie 2 (im Bau)                         |
| | 1,0         | VNP and RC Marg Junction                       | VNP and RC Marg Junction                       |
| U-Bahn-Haltepunkt / Haltestelle | 2,0         | Fertiliser Township                            | Fertiliser Township                            |
| U-Bahn-Haltepunkt / Haltestelle | 3,0         | Bharat Petroleum                               | Bharat Petroleum                               |
| U-Bahn-Kreuzung mit Eisenbahn | 3,8         | RCF Güterbahn                                  | RCF Güterbahn                                  |
| U-Bahn-Haltepunkt / Haltestelle | 4,5         | Mysore Colony                                  | Mysore Colony                                  |
| U-Bahn-Strecke von links (außer Betrieb) · U-Bahn-Kreuzung geradeaus unten (Querstrecke außer Betrieb) · U-Bahn-Strecke quer (außer Betrieb) | 6,1         | Metro Linie 4 (im Bau)                         | Metro Linie 4 (im Bau)                         |
| | 6,5         | Bhakti Park                                    | Bhakti Park                                    |
| U-Bahn-Strecke nach halbrechts (außer Betrieb) · U-Bahn-Strecke |             |                                                |                                                |
| U-Bahn-Abzweig geradeaus und von links · U-Bahn-Strecke von rechts | 8,8         |                                                |                                                |
| U-Bahn-Haltepunkt / Haltestelle · U-Bahn-Dienststation / Betriebs- oder Güterbahnhof | 8,9         | Wadala Depot Betriebswerk und Zugdepot         | Wadala Depot Betriebswerk und Zugdepot         |
| Strecke von halbrechts · U-Bahn-Abzweig geradeaus und nach links · U-Bahn-Strecke nach rechts | 9,0         |                                                |                                                |
| | 9,4         | GTB Nagar                                      | GTB Nagar                                      |
| Strecke · U-Bahn-Haltepunkt / Haltestelle | 10,5        | Antop Hill                                     | Antop Hill                                     |
| Strecke · U-Bahn-Haltepunkt / Haltestelle | 11,4        | Acharya Atre Nagar                             | Acharya Atre Nagar                             |
| Abzweig quer und nach links · U-Bahn-Kreuzung mit Eisenbahn · Strecke von rechts | 12,3        | MSR Hafenlinie                                 | MSR Hafenlinie                                 |
| | 12,6        | Wadala Bridge                                  | Wadala Bridge                                  |
| U-Bahn-Haltepunkt / Haltestelle · Strecke nach halblinks | 13,5        | Dabar (East)                                   | Dabar (East)                                   |
| U-Bahn-Haltepunkt / Haltestelle | 14,4        | Naigaon                                        | Naigaon                                        |
| U-Bahn-Haltepunkt / Haltestelle | 15,7        | Ambedkar Nagar                                 | Ambedkar Nagar                                 |
| Strecke von halbrechts · U-Bahn-Haltepunkt / Haltestelle | 16,8        | Mint Colony                                    | Mint Colony                                    |
| Strecke nach links · U-Bahn-Kreuzung mit Eisenbahn · Strecke von rechts | 17,9        |                                                |                                                |
| Strecke von rechts · U-Bahn-Strecke · Strecke |             |                                                |                                                |
| | 18,3        | Lower Parel MSR Westlinie und MSR Zentrallinie | Lower Parel MSR Westlinie und MSR Zentrallinie |
| Strecke · U-Bahn-Haltepunkt / Haltestelle Strecke ab hier außer Betrieb · Strecke nach halblinks | 19,5        | Sant Gadge Maharaj Chowk                       | Sant Gadge Maharaj Chowk                       |
| U-Bahn-Kopfbahnhof Anfang Hochstrecke und quer (Strecke außer Betrieb) · U-Bahn-Strecke nach rechts (außer Betrieb) | 20,1        | Mahalaxmi MSR Westlinie und Metro Linie 3      | Mahalaxmi MSR Westlinie und Metro Linie 3      |
| Strecke |             |                                                |                                                |

Mumbai Monorail, die Einschienenbahn Mumbai, wurde 2014 eröffnet und hat nach einer Erweiterung 2019 eine Streckenlänge von 19,5 Kilometern. Die zweigleisige Strecke der Sattelbahn wird zum großen Teil aufgeständert auf dem Mittelstreifen großer Straßen geführt und umfasst 17 Stationen.

## Geschichte
Die Stadtentwicklungsbehörde, die Mumbai Metropolitan Region Development Authority (MMRDA), stellte die ersten Pläne für eine Einschienenbahn im Jahr 2005 vor. Vorgesehen war ein Netz von 135 Kilometern Streckenlänge mit 8 Linien, die Vorortbahnen und eine zukünftige Metro anschließen sollten. Als Motivation wurde angegeben, dass die städtischen Busse in der Innenstadt ständig im Stau stünden, die neue Bahn dagegen auch vollständig klimatisiert sein werde.
Im November 2008 wurde ein Auftrag zur Errichtung der ersten Strecke an das indische Unternehmen Larsen & Toubro erteilt, zusammen mit dessen malaysischem Partner Scomi Engineering Berhad, über etwa 330 Millionen US-Dollar einschließlich des Betriebs bis 2029. Der erste Spatenstich erfolgte am 9. Februar 2009. Vorgesehen war die Errichtung in zwei Teilstücken, mit Eröffnung im April 2011. In den nächsten Jahren passierte jedoch wenig, da die Strecke zuerst erkundet und die notwendigen Genehmigungen eingeholt werden mussten. Dabei wurde auch die Streckenführung angepasst, da einige Straßen zu schmal waren, was letztlich zu einer Erhöhung der Kosten führte. Eine Beurteilung von 2011 zeigte, dass die neue Routenführung deutlich kurvenreicher war als ursprünglich geplant.
Die aufgrund der Verzögerungen und Umplanungen erfolgte Erhöhung der Projektkosten bei der Linie 1 führte zu einer Überarbeitung der gesamten Planungen für das Schnellbahnnetz in Mumbai. So wurde im Juli 2012 von der MMRDA bekannt gegeben, dass die geplante 13,1 Kilometer lange Linie 2 von Lokhandwala über SEEPZ nach Kanjurmarg als U-Bahn gebaut werde. Letztlich wurden alle Planungen für weitere Linien zugunsten der Mumbai Metro aufgegeben, denn in der Beurteilung von 2011 wurde auch festgestellt, dass eine Einschienenbahn mit den technischen Parametern der Linie 1 nur ein Drittel der Passagiere einer schienengebundenen, als Hochbahn oder im Tunnel geführten U-Bahn befördern kann. Dies führte dazu, dass sämtliche Planungen für Einschienenbahnen in Indien eingestellt wurden.
Am 18. Februar 2012 konnte ein Stück von einem Kilometer Länge von Wadala Depot nach Bhakti Park erstmals für Testfahrten genutzt werden. Ab Dezember 2013 erfolgten die Tests zur Inbetriebnahme, und das erste Teilstück über etwa 8 Kilometer von Chembur bis Wadala Depot wurde am 1. Februar 2014 eröffnet. Das zweite Teilstück vom Betriebshof Wadala bis Sans Gadge Maharaj Chowk wurde mit mehreren Jahren Verzögerung am 2. März 2019 eröffnet.
Schon am 14. Dezember 2018 wurde jedoch der Betriebsvertrag mit Scomi gekündigt, da die vereinbarte Transportleistung nicht erbracht worden war. Zu diesem Zeitpunkt waren nur noch drei der zehn Züge fahrtüchtig, zwei Züge waren sogar zur Ersatzteilgewinnung ausgeschlachtet worden. Obwohl Scomi ein jährliches Entgelt erhielt, waren notwendige Ersatzteile nicht bestellt worden. Auch nach der Übernahme konnten Ersatzteile nur schwer beschafft werden, da für die neuentwickelte Technik keine Zulieferer gefunden wurden, die passendes auf Lager hatten. Mit den zehn Fahrzeugen hatte Scomi auch nur einen Teil der versprochenen 15 Fahrzeuge geliefert, allerdings hatte sich auch gezeigt, dass das tägliche Passagieraufkommen mit 15.000 bis 20.000 deutlich hinter den Prognosen von 125.000 zurückgeblieben war.
2019 wurde ein Auftrag über zehn weitere Züge ausgeschrieben, um ab 2021 insgesamt 17 Züge in Betrieb zu haben. Damit sollte der Takt verbessert werden, der wegen der Ausfälle teils bei 40 Minuten lag und nach einigen Reparaturen bestenfalls 15 Minuten erlaubte. Dieser Wert führte zu einer geringen Nutzung. Mit den neuen Zügen sollen ein Takt von sechs Minuten und eine höhere Ausfallsicherheit erreicht werden.
Nach einigen Jahren Verzögerung wurde im Oktober 2021 ein Auftrag an Medha Servo Drives Ltd vergeben, die bis Januar 2024 zehn Fahrzeuge liefern sollte. Tatsächlich begann die Produktion erst im März 2023 und der erste neue Zug wurde erst im November 2023 ausgeliefert. Dem ursprünglichen Zeitplan nach sollten anschließend alle drei Monate jeweils drei weitere Fahrzeuge ausgeliefert werden, sodass die letzte Lieferung im Juli 2024 angestanden hätte. Tatsächlich befand sich im Mai 2025 erst eine Zuggarnitur zu Testfahrten auf der Strecke.
Im Frühjahr 2023 verkündete die MMRDA, dass eine Verlängerung der Strecke im Süden um etwa 450 bis 500 Meter bis zur U-Bahn-Station Mahalaxmi geplant ist, um die Rentabilität der Gesamtstrecke zu erhöhen und den Pendelnden von Süd-Mumbai mit Umstieg an der Metrostation den direkten Weg nach Chembur zu ermöglichen.
Im Januar 2024 beschloss die Stadtentwicklungsbehörde die Zusammenlegung der Betreibergesellschaft der Monorail mit der Mumbai Metro. Durch Eliminierung von Doppelstrukturen soll das strukturelle Defizit der Monorail verringert werden. Außerdem soll die wechselseitige Integration der beiden Verkehrssysteme verbessert werden.
Im Mai 2025 wurde auf der Strecke lediglich ein 18-Minuten-Takt angeboten, womit eine werktägliche Passagierzahl von 16.000 und an den Wochenenden noch weniger erreicht wurden. Damit beläuft sich das jährliche Defizit auf Rs. 150 Crore, das entspricht rund 80 Millionen Euro. Große Hoffnung setzt die MMRDA daher auf die im Laufe des Jahres anstehende Eröffnung der Teilstrecke 2B von DN Nagar nach Mankhurd der Linie 2 der Metro.

## Stationen

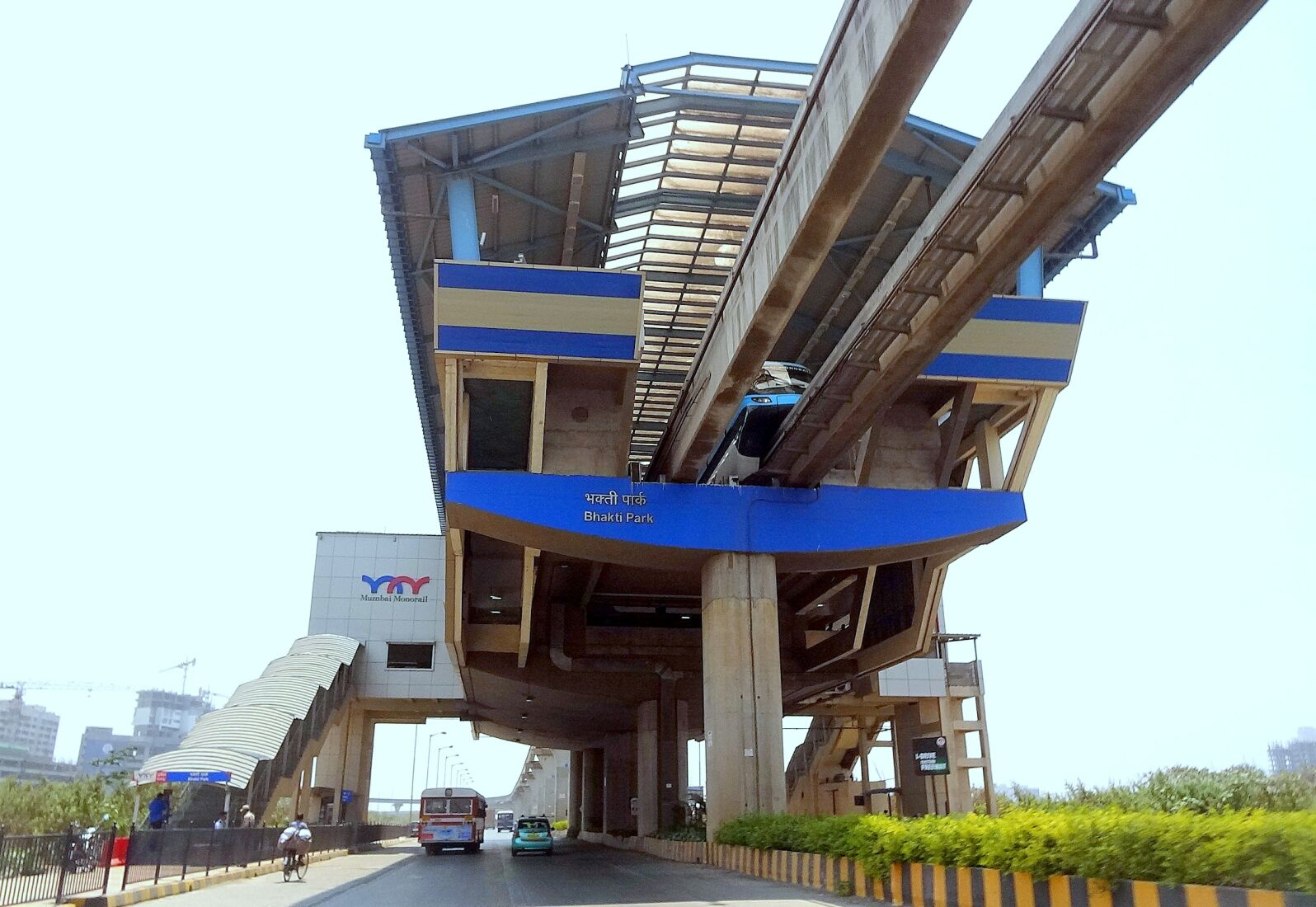
Station Bhakti Park

Die Strecke der Mumbai Monorail wurde meist auf dem Mittelstreifen von Ausfallstraßen errichtet, am Eastern Freeway und am Duleep Singh Marg aber auch in Seitenlage. In der Regel sitzen beide Fahrbalken auf einem Pfeiler auf, sodass der Platzbedarf am Boden gering ist. Grundsätzlich liegen Fahrbalken und Verteilerplattformen dabei mindestens 5,5 Meter über dem Gelände, um den notwendigen Lichtraum für den Straßenverkehr zu gewährleisten. Von den Straßenseiten führen Treppen und Fahrstühle zur Verteilerplattform hinauf, von der weitere Treppen und Fahrstühle zum Einstieg auf die Außenbahnsteige eine Ebene höher führen. Lediglich die Station VNP and RC Marg Junction im Norden hat als aufkommensstarke Umsteigehaltestelle einen sehr breiten Mittelbahnsteig.

## Fahrzeuge

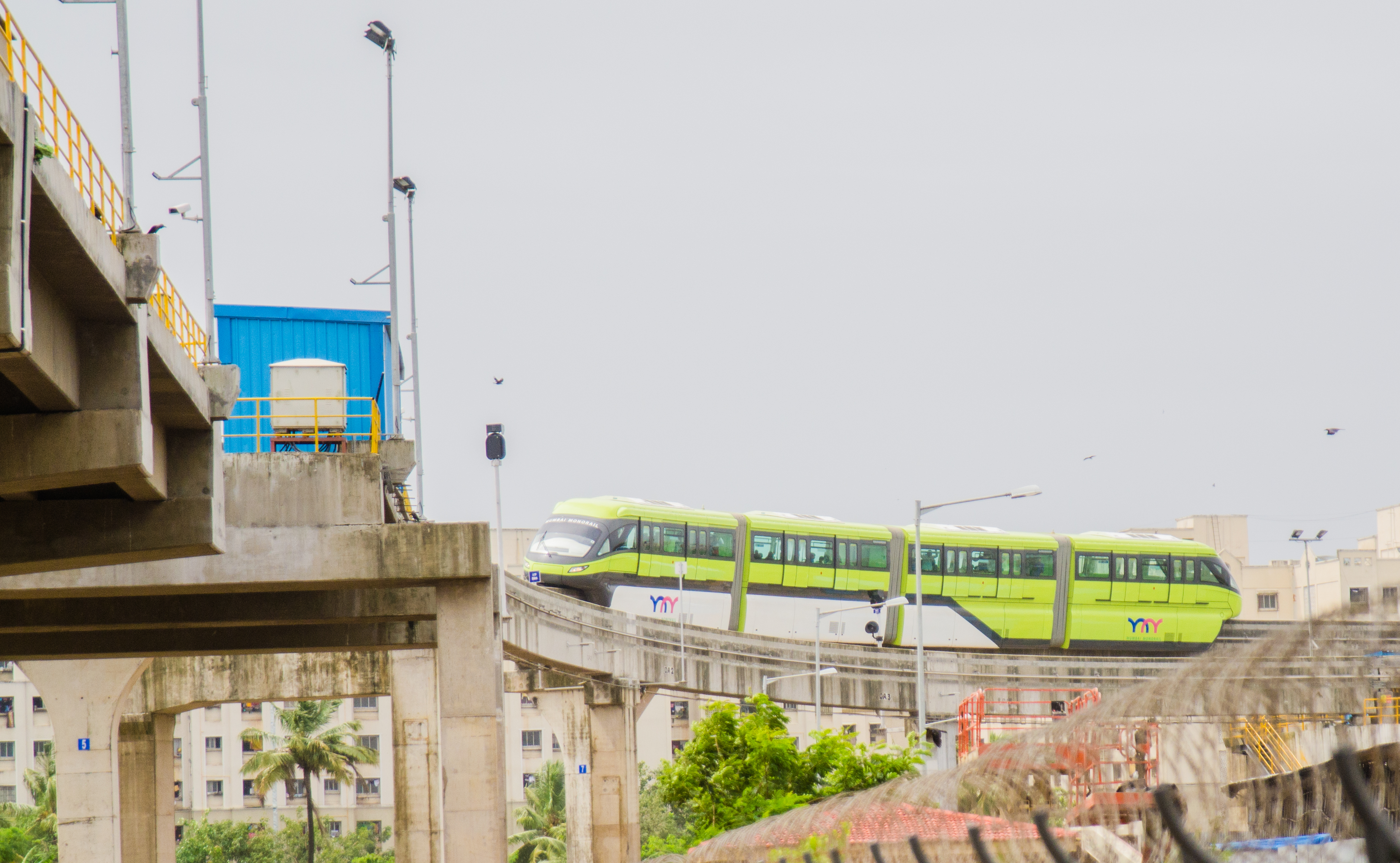
Vierteiliger Zug in einer der zahlreichen Kurven

Die Fahrzeuge bestehen aus 4 Wagen mit einer Breite von 3,20 Metern. Die Wagen sitzen auf einem Fahrweg mit 850 mm Breite und 2000 mm Höhe, mit zusätzlichen Leiträdern an der Seite des Fahrbalkens. Die Höchstgeschwindigkeit beträgt 80 km/h mit einer Betriebsgeschwindigkeit von 65 km/h, womit eine Durchschnittsgeschwindigkeit von 30 km/h erreicht wird.
Die Fahrzeuge der ersten Generation bieten je Wagen 18 Sitz- und 124 Stehplätze bei einer kalkulierten Belegung von 7 Personen je Quadratmeter und wiegen 13,5 Tonnen. Damit transportiert eine vierteilige Zuggarnitur 568 Passagiere auf 44,8 Metern Zuglänge und bei 54 Tonnen Gesamtgewicht.
Die Fahrzeuge der zweiten Generation sollen 10 % mehr Passagiere transportieren können, leichter sein und schneller anfahren können. Außerdem bieten sie durch ihren Wagenkasten aus Edelstahl und andere Materialien im Innenraum gegenüber den derzeitigen Fahrzeugen aus beschichteten Polycarbonaten einen doppelt so hohen Feuerwiderstand von 60 Minuten. Durch die Vergabe des Auftrages an eine indische Firma sollen zudem der Unterhalt und die Ersatzteilversorgung wesentlich verbessert und vereinfacht werden.

## Vorkommnisse
Am 20. August 2025 havarierte ein Zug zwischen den Stationen Bhakti Park und Mysore Colony während rekordstarker Regenfälle. Mehr als 500 Passagiere mussten in stundenlangen Rettungsarbeiten evakuiert werden, es gab keine Personenschäden. Weil andere Bahnlinien und der Busverkehr durch Überflutungen massiv beeinträchtigt waren, war die Einschienenbahn überfüllt. Dadurch geriet der Zug in einer Kurve in übermäßige Schräglage und blieb stehen. Ein technischer Defekt als Ursache wird vermutet.